# Stephen Krashen
Stephen Krashen (Chicago, 1941. május 14. –) a Dél-kaliforniai Egyetem emeritus professzora aki 1994-ben költözött a nyelvészet tanszékéből az Oktatási Iskola karához. Nyelvész, oktatási kutató és politikai aktivista.

## Munkái
Stephen Krashen a Los Angeles-i Kaliforniai Egyetemen szerzett doktori címet 1972-ben a nyelvészet szakterületen. Krashen több mint 486 publikációval rendelkezik a következő szakterületeken: második nyelv elsajátítása, kétnyelvű oktatás és az olvasás. Krashen ismert a második nyelv elsajátításával kapcsolatos különféle hipotézisek bevezetéseiről, ideértve a megtanulási-tanulási hipotézist, a bemeneti hipotézist, a monitor-hipotézist, az affektív szűrőt és a természetes rend hipotézist. Jelenleg Krashen a szabad önkéntes olvasás használatát hirdeti a második nyelv elsajátítása során, amely szerint "az első és a második nyelvoktatásban a legerősebb eszköz".

## Díjai, elismerései
- 1985: a Pimsleur-díj nyertese, amelyet az Amerikai Idegennyelv-tanárok Tanácsa adott ki a legjobban publikált cikkért
- 1986: A "Lateralisation, language learning and the critical period" című tanulmányát beválasztották a Citation Class kategóriába
- 1982: a Mildenberger-díj nyertese, amelyet Second Language Acquisition and Second Language Learning könyvért kapott Prentice-Hall társszerzővel
- 2005: Krashen bekerült a Nemzetközi Olvasószövetség Hírességek Csarnokába.[7]
- 2005: megválasztják a Kétnyelvű Oktatás Országos Egyesületének Igazgatójának.[8][9]

## Közleményei
- Krashen, Stephen D.. Second Language Acquisition and Second Language Learning. Oxford: Pergamon (1981)
- Krashen, Stephen D.. Principles and Practice in Second Language Acquisition. Oxford: Pergamon (1982)
- Krashen, Stephen D.. The natural approach: Language acquisition in the classroom. New York: Prentice-Hall (1983)
- Krashen, Stephen D. (1985), The Input Hypothesis: Issues and Implications, New York: Longman
- Krashen, Stephen D. (1989), We Acquire Vocabulary and Spelling by Reading: Additional Evidence for the Input Hypothesis, pp. 440–464
- Krashen, Stephen D. (1996), The case for narrow listening, pp. 97–100
- Mason, Beniko (1997), Extensive reading in English as a foreign language, pp. 91–102
- Krashen, Stephen D. (2002), Selected papers from the Eleventh International Symposium on English Teaching/Fourth Pan-Asian Conference, Taipei: Crane Publishing Company, pp. 395–404
- Krashen, Stephen D. (2003), Explorations in Language Acquisition and Use, Portsmouth: NH: Heinemann., <https://www.heinemann.com/shared/onlineresources/E00554/chapter2.pdf>
- McQuillan, Jeff (2008), Commentary: Can free reading take you all the way? A response to Cobb (2007), pp. 104–109, <http://llt.msu.edu/vol12num1/mcquillan/default.html>
- Jarvis, Huw (2014), Is CALL obsolete? Language Acquisition and Language Learning Revisited in a Digital Age, pp. 1–6, <http://www.tesl-ej.org/wordpress/issues/volume17/ej68/ej68a1/>

## Fordítás
- Ez a szócikk részben vagy egészben  a   Stephen Krashen című angol Wikipédia-szócikk ezen változatának fordításán alapul.  Az eredeti cikk szerkesztőit annak laptörténete sorolja fel. Ez a jelzés csupán a megfogalmazás eredetét és a szerzői jogokat jelzi, nem szolgál a cikkben szereplő információk forrásmegjelöléseként.